# Symphonie no 7 de Joseph Haydn
Pour les articles homonymes, voir Symphonie no 7.
« Le Midi »
La Symphonie no 7 en do majeur intitulée le Midi Hob. I:7 est une symphonie du compositeur autrichien Joseph Haydn, composée en 1761, elle comporte quatre mouvements.

## Analyse de l'œuvre
La symphonie comporte cinq mouvements:
1. Adagio - Allegro
2. Recitativo adagio
3. adagio
4. Menuet
5. Allegro

Durée approximative : 25 minutes.

## Instrumentation
- une flûte, deux hautbois, un basson, deux cors, un violon concertant, un violoncelle concertant, cordes, continuo.